# Diathoneura aberrans
Diathoneura aberrans är en tvåvingeart som först beskrevs av Wheeler 1957.  Diathoneura aberrans ingår i släktet Diathoneura och familjen daggflugor.
Artens utbredningsområde är Haiti. Inga underarter finns listade i Catalogue of Life.